# Gangster Squad, brigada d'elit
Gangster Squad, brigada d'elit (títol original en anglès: Gangster Squad) és una pel·lícula estatunidenca de 2013 dirigida per Ruben Fleischer, a partir d'un guió escrit per Will Beall i protagonitzada per Josh Brolin, Ryan Gosling, Nick Nolte, Emma Stone i Sean Penn.
Està ambientada al 1949 i tracta de les peripècies dels oficials i detectius del Departament de Policia de Los Angeles, anomenats «Gangster Squad», que procuraven mantenir Los Angeles protegida de Mickey Cohen i la seva colla.
Es va rodar a Los Angeles entre el setembre i el desembre de 2011. L'estrena estava prevista pel 7 de setembre de 2012 però arran de la massacre d'Aurora de 2012 es va posposar a l'11 de gener de 2013. Va rebre crítiques mixtes i se'n va lloar tant el repartiment com la producció però no els personatges. Va recaptar 105 milions de dòlars arreu del món.
Ha estat doblada i subtitulada al català.

## Argument
El 1949 a Los Angeles, el gàngster Mickey Cohen vol controlar tot el crim organitzat i discuteix amb el mafiós local Jack Dragna que no han de permetre que la màfia de la costa oest governin la ciutat. Mentrestant, el detectiu de la LAPD, sergent John "Sarge" O'Mara assalta un bordell propietat de Cohen per salvar una dona de ser violada, guanyant l'atenció del cap de policia Bill Parker. Parker creu que mesures més dràstiques s'han de prendre contra homes: Cohen i li encarrega a O'Mara que comenci a lliurar una guerra de guerrilles contra els mafiosos. Ell li diu a O'Mara (un ex comandament OSS durant la Segona Guerra Mundial) per utilitzar la seva capacitació en operacions especials, apresa al Campament X durant la Segona Guerra Mundial, i que seleccioni un petit equip que treballarà sense insígnies ni el suport oficial de la policia.
L'esposa embarassada d'O'Mara Connie suggereix l'elecció dels veterans no ortodoxos: ell,: a joves amb alt acompliment probablement ja estaria en la nòmina de Cohen. Amb l'ajuda de Connie, O'Mara selecciona un petit esquadró de policies: Oficial del carrer Tinent Coleman Harris, escoltes telefòniques expert Conwell Keeler, pistoler i franctirador Max Kennard, i soci hispana de Kennard Navidad "Nadal" Ramírez. O'Mara també intenta reclutar al seu company el sergent Jerry Wooters, però Wooters s'ha convertit mandrós i complaent en el seu treball i es nega. Wooters manté en contacte amb el seu amic de la infància Jack Whalen, que li proporciona informació sobre els Cohen. Wooters també es reuneix i comença una relació secreta amb la promesa de Cohen Grace Faraday.
La primera missió de la brigada és per rebentar a un casino il·legal Cohen a Burbank, Califòrnia, però les coses van ràpidament dolent: O'Mara i Harris són capturats per la policia de Burbank corruptes que custodiaven el casino. Wooters té un canvi de cor després de presenciar la mort d'un jove que havia estat ajudant i intenta disparar Cohen. Whalen ho deté i li diu que O'Mara és entregat a Cohen, que va provocar Wooters per rescatar els homes de la presó de Burbank. Decidir que necessiten més informació sobre les operacions de Cohen, Wooters i Keeler irrompen a la casa de Cohen i col·loquen una escolta telefònica il·legal dins de la seva TV. Els homes es veuen d'amagat per la Gràcia, que es compromet a mantenir en secret.
Utilitzant la informació de la intervenció telefònica, el grup porta a terme diverses incursions reeixides en operacions Cohen. Després d'una incursió particularment violent en un carregament de droga Cohen, Keeler comença a qüestionar el que estan fent, però es re-assegurada per O'Mara. Els mitjans de comunicació comença referint-se als homes: el "The Gangster Squad", i empeny Cohen seus homes per saber qui són. Keeler dedueix que Cohen està construint un gran negoci del joc de filferro en algun lloc de la ciutat, i adverteix O'Mara que si no es prenen cap a fora abans que entri en funcionament Cohen serà massa gran fins i tot perquè s'aturessin. Keeler utilitza les transmissions amb fils de localitzar l'edifici, i l'equip es neteja a terme. Un enfurismat Cohen s'adona que el Gangster Squad ha de ser policies honestos quan descobreix que cap dels seus diners va ser robat.
Cohen sospita que la seva casa té micròfons i comença a buscar la clau. Grace escolta Cohen i tem que el que sap de la seva relació amb Wooters. Amb l'ajuda d'una criada, Grace escapa la casa de Cohen i compleix Wooters, que la porta a Whalen i li tasques amb treure-la de la ciutat. Cohen es troba l'error i comença a alimentar informació falsa a Keeler. Cohen atreu al Gangster Squad en un parany al barri xinès, però Wooters arriba a temps per alertar els homes a la trampa. Mentre els homes es distreuen al barri xinès, Cohen colpeja diverses metes per si mateix. El guardaespatlles de Cohen Johnny Stompanato troba lloc d'escolta de Keeler i el mata mentre Cohen va a Whalen de cercar Grace. Assassinats Cohen Whalen davant de Grace, que s'amaga d'ell. Casa d'O'Mara és colpejat per un tiroteig, l'estrès del que fa que Connie per donar a llum al seu fill en la seva banyera.
Grace es compromet a declarar contra Cohen per l'assassinat de Whalen, i O'Mara utilitza el seu testimoni per obtenir una ordre d'arrest contra Cohen. L'equip arriba a l'hotel de Cohen per arrestar-i un intens tiroteig esclata. Wooters i Kennard estan ferits, mentre que Cohen i el seu guardaespatlles s'escapen. O'Mara els persegueix per la quadra, amb l'assistència d'un Kennard ferit de mort i la seva habilitat punteria. O'Mara i Cohen s'involucren en una baralla brutal que acaba amb O'Mara superant Cohen de genolls.: multitud es reuneix, 1 O'Mara ensangonat s'allunya i Cohen és arrestat per l'assassinat de Whalen.
Com a cap Parker els havia dit, el Gangster Squad mai se li atribueix al fer caure Cohen. El testimoni de Grace assegura Cohen és condemnat a 25 anys de la seva vida a Alcatraz, on es dona la benvinguda amb violència pels amics de Whalen. Grace i Wooters romanen junts i ell es queda en la força, mentre que Ramírez i Harris es converteixen en socis en el cop. Ramírez està demostrat patrullant amb la signatura de Kennard Colt Individual Exèrcit d'acció en el seu maluc. O'Mara deixa de viure una vida tranquil·la a Los Angeles amb Connie i el seu fill.

## Repartiment
- Josh Brolin com a sergent John O'Mara
- Ryan Gosling com a sergent Jerry Wooters
- Sean Penn com a Mickey Cohen
- Nick Nolte com a Bill Parker, el cap
- Emma Stone com a Grace Faraday
- Anthony Mackie com a tinent Coleman Harris
- Giovanni Ribisi com a oficial Conwell Keeler
- Michael Peña com a oficial de Nadal «Christmas» Ramírez
- Robert Patrick com a oficial Max Kennard
- Mireille Enos com a Connie O'Mara
- Sullivan Stapleton com a Jack Whalen
- Holt McCallany com a Karl Lennox
- Josh Pence com a Daryl Gates
- Austin Abrams com a Pete
- Jon Polito com a Jack Dragna
- James Hébert com a Mitch Racine
- John Aylward com a Jutge Carter
- Troy Garity com a Wrevock
- James Carpinello com a Johnny Stompanato
- Frank Grillo com a Tommy Russo
- Jonny Coyne com a Grimes
- Jack McGee com a tinent Quincannon

## Producció

### Rodatge
El rodatge va començar el 6 de setembre de 2011 a Los Angeles. Sets estaven ubicats a tot el Comtat de Los Angeles des del nord de la Vall de San Fernando al sud de la frontera del comtat. Estableix també van ser recreats a Sony Pictures Studios a Culver City. L'estació de Los Angeles de la Unió, el Teatre Tower, la Ciutat de Los Angeles Ajuntament, l'estació de Policia de Highland Park, Park Plaza Hotel, Parc MacArthur i la cafeteria de Clifton van ser utilitzats: a llocs de rodatge. Tres dies de producció es van gastar a Chinatown, Los Angeles. La pel·lícula va ser rodada digitalment utilitzant càmeres amb lents anamòrfiques. El rodatge embolicat el 15 de desembre del 2011.

### Promoció
El primer tràiler de Gangster Squad va ser llançat el 9 de maig de 2012. Arran del tiroteig massiu en un cinema d'Aurora, Colorado el 20 de juliol, el tràiler va ser retirat de la majoria dels teatres en execució abans de les pel·lícules i al aire a la televisió, i es retira d'Apple lloc de remolc i 's YouTube a causa d'una escena en la qual els personatges disparen metralladores als espectadors a través de la pantalla del teatre xinès de Grauman.
Més tard es va informar que l'escena teatral de la pel·lícula anava a ser remogut, ja sigui, o es col·loca en un entorn diferent, ja que és una part crucial de la pel·lícula, i la pel·lícula se sotmetria addicionals re-shoots de diverses escenes per donar cabuda a aquests canvis. Això va donar lloc a l'alliberament de Gangster Squad està retardant. Al voltant d'una setmana després del tiroteig a Aurora, Warner va confirmar oficialment que la pel·lícula anava a ser posat en llibertat l'11 de gener de 2013, cop per 7 setembre 2012 Data de llançament original. Dues setmanes més tard, el 22 d'agost, l'elenc es va reunir a Los Angeles per completament re-rodar la seqüència de l'acció principal de la pel·lícula. El nou escenari es va establir al barri xinès, on el Gangster Squad entra en conflicte obert amb els gàngsters, ja que contraataquen. Josh Brolin va dir que no estava trist escena de la 'sala de cinema' original va ser tallada, i va admetre que aquesta nova versió és tan violenta.

## Rebuda
La pel·lícula va rebre crítiques mixtes per part dels crítics. Rotten Tomatoes dona a la pel·lícula una qualificació de 32%, basat en 193 opinions, amb el consens del lloc que diu: "Tot i que és elegant i compta amb un elenc talentós, Gangster Squad pateix d'un guió mediocre, personatges poc desenvolupats i una quantitat excessiva de violència ". Un altre agregador de revisió, Metacritic, que assigna una qualificació basada en les millors ressenyes dels crítics del corrent principal, va calcular una puntuació de 40 sobre 100, basat en 38 crítics, amb crítiques mixtes.
L'escriptor Roger Ebert del Chicago Sun-Times, Jeff Shannon, dona a la pel·lícula 2 estrelles sobre 4. Ell creu que el director Fleischer, més conegut pel seu treball de comèdia, està fora del seu element. Assenyala que entre Stone i Gosling havia química a Amor, boig i estúpid, però que aquí es "qualla en farinetes tèbies". Critica a més els personatges de farciment, i el to general desigual de la pel·lícula, però elogia els aspectes més destacats d'acció: la persecució de cotxes, i ocasionals espurnes de brillantor en l'execució de Sean Penn.
Owen Gleiberman d'Entertainment Weekly va donar a la pel·lícula una "C" i va escriure:
Quan Penn està a la pantalla, Gangster Squad està lluny de ser gran, però ho intenta. El problema és que el director, Ruben Fleischer veterà que va fer Zombieland, ens porta a veure una pel·lícula de suspens i intriga, però O'Mara i el seu equip de policies mai arriben a tenir un pla coherent.
Richard Roeper va donar a la pel·lícula un B +, dient que "Gangster Squad és una peça de Pulp Fiction basada en fets reals", i va prendre nota de les bones actuacions.
Gangster Squad va recaptar $ 17 milions en el seu primer cap de setmana. Va acabar tercer en la taquilla, darrere Zero Dark Thirty ($ 24.400.000) i A Haunted House ($ 18.100.000).
La pel·lícula va arribar a recaptar 46.000.903 $ i $ 59.200.000 a nivell nacional i internacional, per a un total brut de 105.200.903 $.